# Dipodillus bottai
Dipodillus bottai — вид піщанок, ендемічний для Судану та, можливо, північної Кенії. Згідно з даними Міжнародного союзу охорони природи, у 1996 році він був віднесений до категорії «Викликає найменше занепокоєння», поки в 2004 році він не був перерахований як «Недостатньо даних». Згідно з книгою 2013 року, він відомий за кількома зразками, взятими з чотирьох або п'яти місцевостей на невеликій території між річками Білий Ніл і Блакитний Ніл; його середовищем проживання є поля овочів і зернових.

## Опис
Це невеликий вид із піщано-коричневою верхньою частиною з чорнуватим блиском, особливо в середній лінії, і чисто білими нижньою частиною та кінцівками. Довгий хвіст злегка двоколірний, з темним волоссям зверху і світлим внизу, волоски на кінчику утворюють невеликий пучок.